# Parada de Holanda (TRAM Alicante)
Holanda es una parada del TRAM Metropolitano de Alicante donde prestan servicio las líneas 4 y 5. Está situada en el barrio de Playa de San Juan, entre la zona antigua y la nueva del barrio.

## Localización y características
Se encuentra ubicada en la avenida de las Naciones, en una gran glorieta en el cruce con la avenida de Holanda. En esta parada se detienen los tranvías de las líneas 4 y 5. Pertenece al bucle que forma el final de ambas líneas y es la última del recorrido circular. Dispone de un andén, una vía y una gran marquesina en forma de arco.

## Líneas y conexiones
| << Cabecera        | < Estación          | Línea | Estación >   | Cabecera >>    |
| ------------------ | ------------------- | ----- | ------------ | -------------- |
| Plaza de La Coruña | Países Escandinavos |       | Av. Naciones | Luceros        |
| Plaza de La Coruña | Países Escandinavos |       | Av. Naciones | Puerta del Mar |

Enlace con la línea de bus urbano TAM (Masatusa): Línea 9, Av. Óscar Esplá-Playa San Juan (Avda. Naciones).